# هورست وندلانت
هورست وندلانت (آلمانی: Horst Wendlandt؛ ‏ ۱۵ مارس ۱۹۲۲ – ۳۰ اوت ۲۰۰۲) تهیه‌کننده فیلم و فیلم‌نامه‌نویس اهل آلمان بود.
از فیلم‌هایی که وی در آن‌ها نقش داشته‌است، می‌توان به چه بر سر سولانژ آوردی؟، اولین روز بهار ،آپاچی طلایی، آخرین مرتدان، دورو، برای پنهان کردن یک پلیس و بادی به غرب می‌رود اشاره نمود.
وی همچنین برندهٔ جوایزی همچون جایزه فیلم آلمان شده‌است.